# Huszár Viktor
Huszár Viktor Dénes (1985. május 8. –), a Nemzetközi Teqballszövetség (FITEQ) végrehajtó bizottságának elnöke. A Magyar Tudományos Akadémia köztestületi tagja. A Teqball egyik alapító tagja, a teqball csoport általános irányításáért, valamint a FITEQ és teqball stratégiák összehangolásáért, koordinálásáért felelős vezetője.

## Élete
Huszár az üzleti világ több területén is aktív, de nem áll tőle messze a mozgókép sem, producere volt a Kopaszkutya kettő (2011) és a Final Cut: Hölgyeim és uraim  (2012) című filmnek, melyet Pálfi György rendezett. Utóbbit a 2012-es cannes-i filmfesztiválon mutatták be.  A sport területén kiemelkedően aktív, hiszen jelenleg is elnöke a BME Futsal Klub-nak. 2013-ban pedig alapítótársaival közösen megalkották az azóta hungarikummá vált sportinnovációt a Teqballt, melynek jelenleg is ügyvezetője. 2017-ben részt vett a Nemzetközi Teqball Szövetség, vagyis a FITEQ megalapításában, mely végrehajtó bizottságának jelenleg is az elnöke. Feladata a szövetség igazgatótanácsa által meghatározott stratégiai döntések integrálása, megvalósítása. Előadóként rendszeresen szólal fel nemzetközi konferenciákon, melyek közül kiemelkedő a 2019-es Web Summit lisszaboni főszínpadán tartott előadása, ahol Ronaldinhoval, a teqball nagykövetével közösen mutatták be a cégcsoport gépi látáson alapuló mobilalkalmazását a SQILLERT. egy több mint 15.000 fős közönség előtt. Az applikáció lehetővé teszi, hogy a felhasználók a szórakozás mellett aktívan fejlesszék labdakezelési képességeiket is.
Szerepelt a La Femme Magazin 50 fiatal magyar tehetségében is.
Jelenleg fő fókuszában a nemzetközi sport világa szerepel, de a FITEQ mellett tanácsadóként segíti a World Aquatics (korábban FINA), vagyis a Nemzetközi Úszószövetség digitalizációs megújulását is.
A 2022-es évtől kezdve aktív szereplőjévé vált a magyar politikának, hiszen kezdetben alelnöke, majd később elnöke lett a Gattyán György által életre hívott Megoldás Mozgalom nevű pártnak, mely a 2022-es magyarországi országgyűlési választáson is szerepelt.

## A teqball projekt
A teqball megálmodói Borsányi Gábor, Huszár Viktor és Gattyán György. A teqball a labdarúgás és az asztalitenisz elemeinek kombinálásával kialakított sportág, amelyet egy ívelt asztalon játszanak. A játékosok, a karok és a kezek kivételével, a test bármely részével hozzáérhetnek a futball-labdához.  A Teqball sport jelenleg több mint 150 nemzeti szövetséggel rendelkezik nemzetközi szinten, az alkotók fő célja, hogy a sport egy napon olimpiai sportággá váljon.

## Díjai
- Németh Angéla Érdemérem[10] – 2020
- Red Dot dizájndíj[11] – 2015, 2020[12] (Teq One & Teq Lite teqball asztalok)
- A Design Management Díj[13] – 2019 (Teqball Kft)
- Magyar Formatervezési Díj[14] – 2019 (Teq Smart)
- IF-Termékdizájndíj[15] j – 2018 (Teq Smart)
- ISPO Díj[16] – 2015/16 (Teq One)

## Publikációk
magyarul
- A blokklánc, a számítógépes látás és a mesterséges intelligencia alkalmazási lehetőségei a kiberhadviselésben (2021)[17]
- Kiberbiztonság mint a haderőfejlesztés kiemelt területe: a decentralizáció és a blokklánc-technológia lehetőségei a kibertérben (2020)[18]
- A decentralizáció és a blockchain-technológia felhasználási lehetőségei gépi látás és mesterséges intelligencia használatával a katonai szervezetekben (2019)[19]
- Hamisítás észlelési módszerek az automatizált emberi tevékenység felismerésben, HADTUDOMÁNY: A MAGYAR HADTUDOMÁNYI TÁRSASÁG FOLYÓIRATA (2022)[20]

angolul
- Live Spoofing Detection for Automatic Human Activity Recognition Applications (2021)[21]
- Application possibilities of decentralization and blockchain technology using computer vision and artificial intelligence in defense management, military and police organizations (2020)[22]
- Teqball table (2018)